# 潮州街

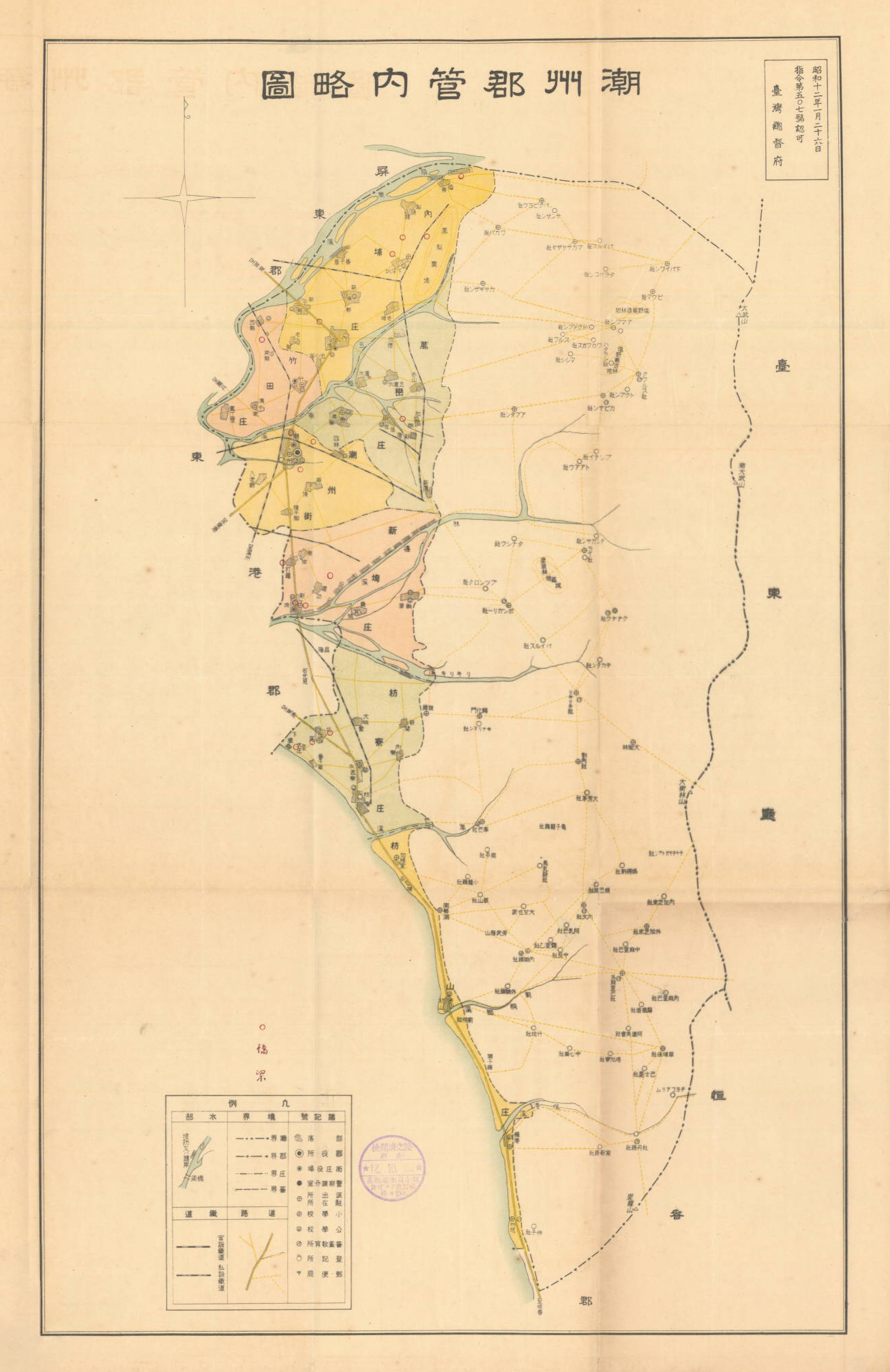
潮州郡管內圖

潮州街為臺灣日治時期1936年至1945年間存在之行政區，在1920年至1936年間為潮州庄，轄屬高雄州潮州郡。今屏東縣潮州鎮。

## 行政區劃

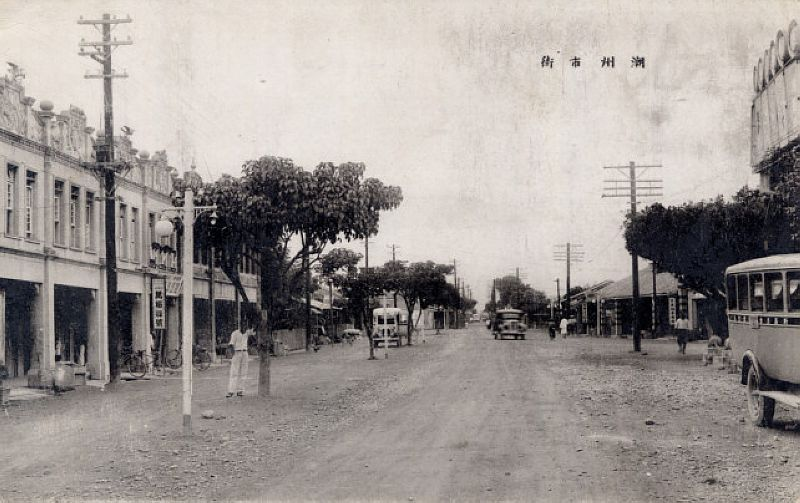
日治時期的潮州市街

潮州地區在清代屬港東上里，在1897年5月隸屬於「鳳山縣內埔辨務署」。1898年6月18日，鳳山縣併入「臺南縣」，而內埔及萬丹辨務署合併為「潮州庄辨務署」。1900年4月1日，潮州庄辨務署改為「東港辨務署潮州庄支署」。1900年11月15日，潮州地區分為「潮州區、萬巒區」。1901年11月11日，臺灣的行政區劃改為二十廳，臺南縣被裁撤，阿猴、東港辨務署合併為阿猴廳，潮州地區隸屬於「阿猴廳潮州庄支廳」。1904年4月13日，阿猴廳將原有街庄整併；同月15日，潮州庄支廳改稱「潮州支廳」。1905年3月，阿猴廳改稱「阿緱廳」。1907年10月12日，「四林庄」從萬巒區改隸潮州區。潮州地區在1910年的劃分如下：
- 潮州區
  - 港東上里：潮州庄、崙仔頂庄、五魁藔庄、八老爺庄、檨仔脚庄、四林庄

1920年10月1日，原堡里鄉澚之行政區廢除，街庄社改為大字，而潮州區改為高雄州潮州郡潮州街，轄域內分為潮州、崙子頂、五魁寮、八老爺、檨子脚、四林等6個大字。1936年10月1日，潮州庄升格為「潮州街」。
二戰後，潮州街改為「高雄縣潮州區潮州鎮」。1950年10月1日，改為「屏東縣潮州鎮」。
| 1900年   | 1900年 | 1900年                                                                                         | 1920年 | 1920年 | 現在   |
| 堡里     | 區     | 街庄社                                                                                         | 街庄   | 大字   | 鄉鎮   |
| -------- | ------ | ---------------------------------------------------------------------------------------------- | ------ | ------ | ------ |
| 港東上里 | 潮州區 | 潮州庄街、北勢廍庄、內庄仔庄、劉厝庄、溝仔墘庄                                                 | 潮州庄 | 潮州   | 潮州鎮 |
| 港東上里 | 潮州區 | 崙仔頂庄、東岸庄                                                                               | 潮州庄 | 崙子頂 | 潮州鎮 |
| 港東上里 | 潮州區 | 五魁藔庄、新厝庄、內水哮庄、打鐵店庄、打鐵庄、北勢尾庄、北勢頭庄                               | 潮州庄 | 五魁寮 | 潮州鎮 |
| 港東上里 | 潮州區 | 八老爺庄、虎舍庄、大腳仙林庄、廍邊庄、打鐵店庄                                                 | 潮州庄 | 八老爺 | 潮州鎮 |
| 港東上里 | 潮州區 | 檨仔腳庄、九塊厝庄、崙仔庄、番仔厝庄、埤仔口庄、埤仔頭庄、上武丁庄、下武丁庄、埤內庄、旗杆厝庄 | 潮州庄 | 檨子脚 | 潮州鎮 |
| 港東上里 | 萬巒區 | 四塊厝庄、三家村庄、崁腳庄、林後庄                                                             | 潮州庄 | 四林   | 潮州鎮 |

## 區、庄長
- 潮州區長
  - 陳榮玉：1910~1916年
  - 林廉：1917~1920年
- 潮州庄長
  - 林廉：1920~1928年
  - 陳通：1929~1932年
  - 李開榮：1933年（李世昌四叔）
  - 城戶彥市：1934年
  - 川野觀太平：1935~1936年
- 潮州街長
  - 川野觀太平：1937~1938年（後任旗山街長）
  - 朝倉良妥：1939~1940年（原任萬巒庄長）
  - 平間重兵衛：1941~1945年（原任大寮庄長）[8]

## 設施

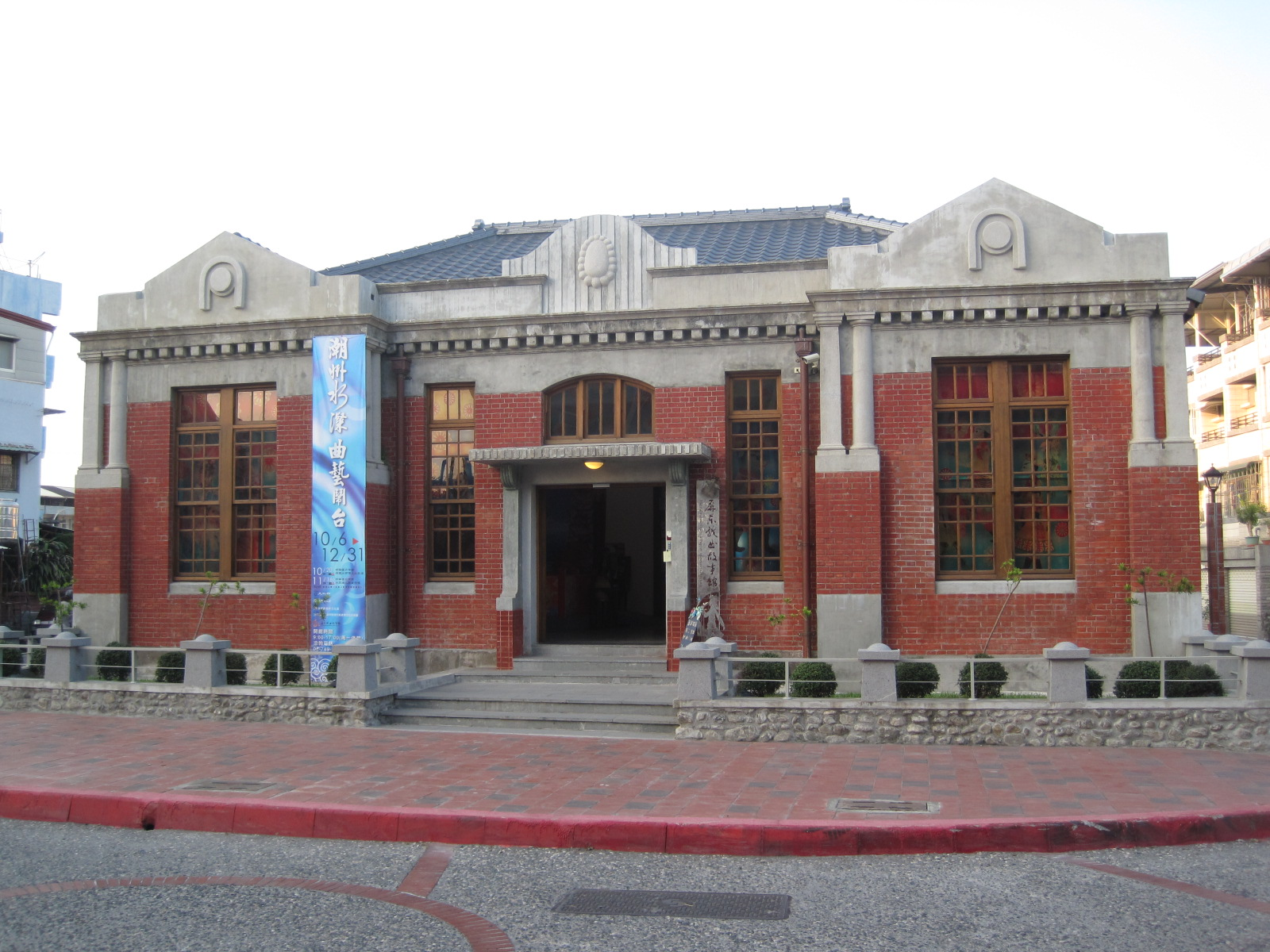
潮州街役場（亦是之前的庄役場）

- 潮州郡役所潮州郡役所

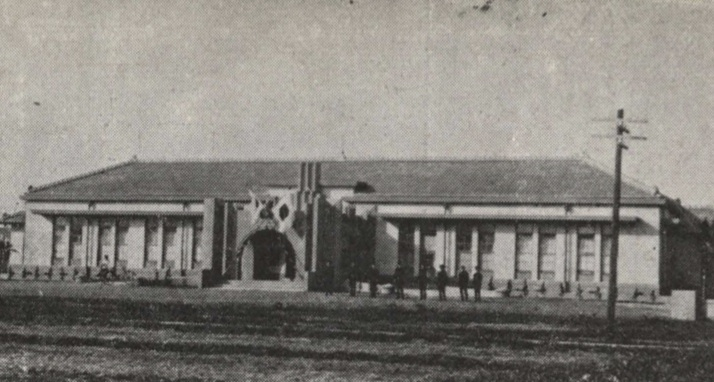
潮州郡役所

- 潮州街役場（今屏東戲曲故事館）潮州街役場（亦是之前的庄役場）
- 潮州郵便局
- 高雄州潮州稅務出張所
- 高雄地方法院潮州出張所
- 潮州神社潮州神社
- 潮州驛
- 潮州農業實踐女學校（今潮州高中）

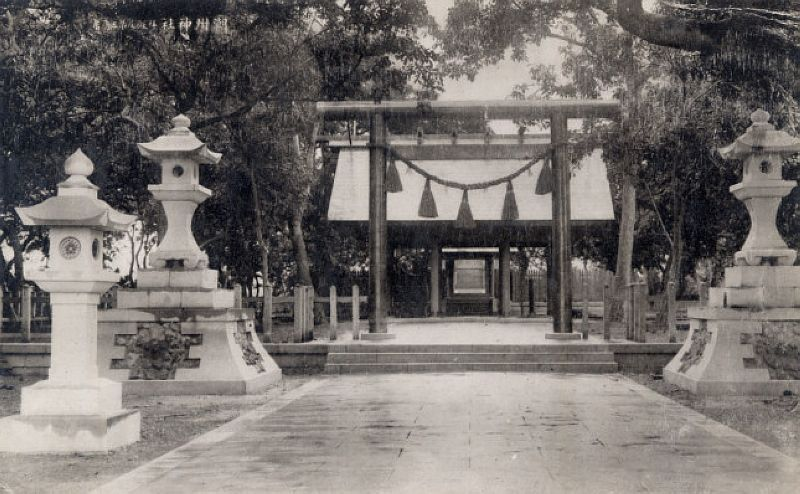
潮州神社

- 潮州尋常高等小學校→潮州國民學校（今光華國小）
- 潮州公學校→潮州西國民學校（今潮州國小）
- 四林公學校→四林國民學校（今四林國小）
- 潮州飛行場（今潮州空降場）
- 潮州信用組合（今潮州鎮農會）
- 潮州郡守官舍（屏東縣歷史建築）
- 潮州日式歷史建築文化園區